# Рицка, Ларс
Ларс Рицка (нем. Lars Ritzka; род. 7 мая 1998, Ганновер) — немецкий футболист, защитник клуба «Санкт-Паули».

## Клубная карьера
Рицка — воспитанник клуба «Лиммер» и «Ганновер 96». 22 апреля 2017 года в матче против «Любек» Ларс дебютировал за фарм-клуб последних. 20 сентября в поединке против «Санкт-Паули II» он забил дебютный гол в Региональлиге. Параллельно, изучал физкультуру и математику на педагогическом факультете.
Летом 2019 года на правах свободного агента перешёл в «Ферль». 27 июля в матче против «Ваттеншайд 09» Рицка дебютировал за новый клуб. 12 октября в поединке против «Вупперталь» отметился первым голом за немецкий клуб. По итогам сезона, «Ферль» вышел в Третью лигу, одержав победу в плей-офф.
В мае 2021 года перешёл в «Санкт-Паули». 29 августа в матче против «Ян» он дебютировал за новый клуб. 17 сентября в поединке против «Хольштайна» он забил первый гол во второй Бундеслиге.

## Характеристика игрока
Атакующий левый защитник, с хорошем перехватом. Активно участвует в атакующих действиях, отдаёт передачи в финальную треть поля и выигрывает верховые единоборства.